# Rostbukig trögfågel
Rostbukig trögfågel (Notharchus swainsoni) är en fågel i familjen trögfåglar inom ordningen hackspettartade fåglar.

## Utbredning och systematik
Fågeln förekommer från sydöstra Brasilien till östra Paraguay och nordöstra Argentina. Den behandlas som monotypisk, det vill säga att den inte delas in i några underarter.

## Status
IUCN kategoriserar arten som livskraftig.